# 폴리믹신 B

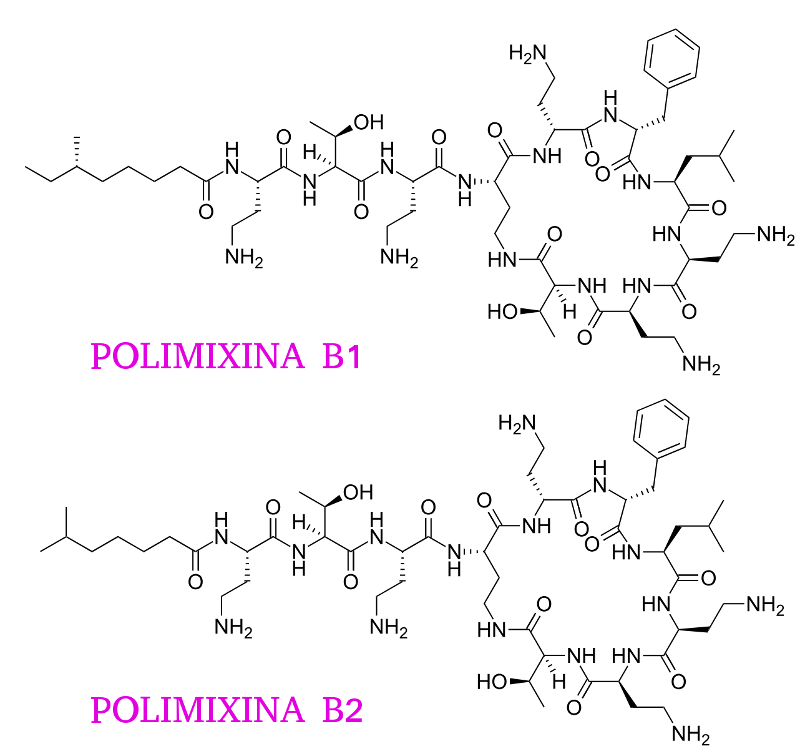

폴리믹신 B(Polymyxin B)는 항생제이다.

## 설명
1960년대에 개발되었다. 폴리믹신은 신경과 신장에 독성을 일으켜 사용이 엄격히 제한되는 '최후의 항생제'이다.
폴리믹신은 슈퍼박테리아의 감염질환에 탁월한 치료효과를 나타낸다.
류충민 한국생명공학연구원 박사와 용동은 연세대 교수 연구팀은 항생제 폴리믹신에 항암제 네트롭신을 조금 섞어 사용하면 슈퍼박테리아를 효과적으로 없앨 수 있다는 연구결과를 발표했다. 폴리믹신은 신장독성의 부작용이 심각한 약물인데, 이를 1/8 수준으로 사용량을 줄일 수 있다.